# Stadio Carlo Zecchini
Lo stadio Carlo Zecchini è un impianto sportivo multifunzionale italiano di Grosseto.
Di proprietà comunale, è sede degli incontri interni del club calcistico dell'U.S. Grosseto e di eventi di atletica leggera.
Nato nel 1952 come Stadio comunale, dal 2003 è intitolato a Carlo Zecchini, storico calciatore del Grosseto.
Nel 1960 fu utilizzato come sede degli incontri del torneo di calcio dell'Olimpiade romana.
Lo stadio è dal 2019 in gestione all'associazione sportiva Atletica Leggera Grosseto, mentre al club calcistico del Grosseto ne è conferito l'usufrutto gratuito.

## Dati geografici
Lo stadio sorge nel quartiere di Gorarella, circa 500 m ad ovest del centro storico della città, in una zona vocazionalmente dedicata alle attività sportive: gli si affiancano infatti una piscina olimpica, il campo di atletica leggera Bruno Zauli, il velodromo e il campo di allenamento dell'U.S. Grosseto (intitolato a Nilo Palazzoli). Non più lontano di 200 metri sorge anche lo storico impianto Stadio Roberto Jannella dove si disputano le gare casalinghe di Baseball.

## Storia
Lo stadio venne inaugurato il 12 ottobre 1952, in occasione dell'incontro di campionato di IV Serie contro il Signe. Il progetto, redatto nel 1948 dall'architetto Raffaello Fagnoni e dagli ingegneri Enrico Bianchini e Dagoberto Ortensi, con direzione dei lavori dell'ingegnere Umberto Tombari, presenta profili di monumentalità, sicché l'impianto è soggetto a vincolo architettonico della Soprintendenza ai Beni Culturali. Lo stadio subì alcuni ammodernamenti in occasione delle Olimpiadi di Roma del 1960, poiché Grosseto era stata indicata come sede di tre partite del Torneo Olimpico di calcio: ciò gli valse la denominazione ufficiale di "stadio olimpico comunale", poi affiancata nel 2003 dall'intitolazione a Carlo Zecchini, "bandiera" del calcio maremmano con oltre 300 presenze e circa 120 reti in maglia biancorossa.

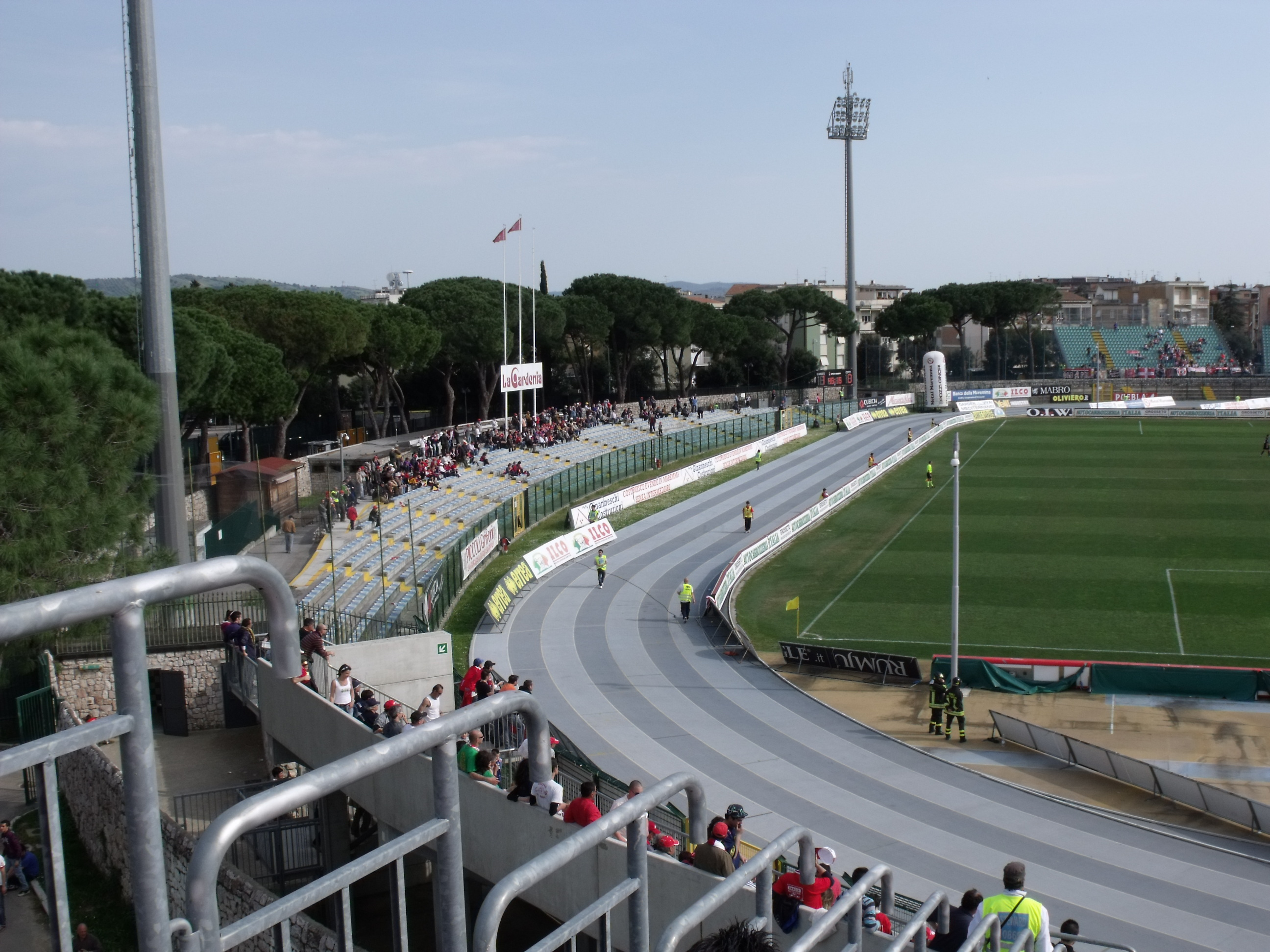
La gradinata.

Gli spalti erano originariamente capaci di 12 000 posti totali, dei quali 10 000 seduti e 2 000 in piedi, suddivisi in una tribuna centrale a doppio livello (unica ad essere dotata di copertura), un prospiciente settore "gradinata" costruito a terrapieno (sicché parte dello stadio veniva a trovarsi sotto il naturale livello di calpestio) e due bassi "curvini" (non raccordati al resto delle gradinate) sui lati corti.
Nel 2007, a seguito della prima promozione del Grosseto in Serie B, lo stadio è stato adeguato alle relative normative della Lega Calcio: gli spogliatoi sono stati riallestiti e l'accesso al campo è stato riposizionato a livello del prato ("tombando" l'originario tunnel sotterraneo), che a sua volta è stato completamente rizollato. La capienza, che nei decenni precedenti per motivi di sicurezza era stata progressivamente ridotta a circa 5000 posti, venne riportata a 10000 unità (tutte a sedere) mediante la posa di tribune in prefabbricato metallico sopra la curva nord (ospitante storicamente i gruppi della tifoseria organizzata grossetana) e la curva sud (sede delle tifoserie ospiti). A servizio del pubblico venne inoltre posto in opera un tabellone elettronico (poi sostituito a inizio 2012 da un nuovo schermo LED da 4x3 metri dismesso dall'Arena Garibaldi di Pisa, ove non veniva più usato dopo la retrocessione dei nerazzurri nei campionati dilettantistici). Nell'estate del 2010 lo stadio è stato sottoposto ad un'ulteriore ristrutturazione con il rifacimento dell'impianto audio; da ultimo nel 2017 è stata totalmente sostituita la pista d'atletica leggera.
La duplice crisi e rinascita societaria del Grosseto nella seconda metà degli anni 2010 ha comportato una progressiva riduzione della capienza effettiva dell'impianto, che pur senza intervenire sulle strutture è stata riportata tra i 6000 e i 5000 posti.

## Competizioni

### Calcio

#### Amichevoli internazionali
Italia -  Francia 1-1 (5 giugno 1960): partita disputata tra le rappresentative olimpiche dei rispettivi paesi.

#### Torneo di calcio ai Giochi della XVII Olimpiade
- Bulgaria -  Turchia 3-0 (1ª giornata del gruppo A, 26 agosto)
- Francia -  India 1-1 (2ª giornata del gruppo D, 29 agosto)
- Regno Unito -  Taiwan 3-2 (3ª giornata del gruppo B, 1º settembre)

### Atletica leggera
Al di fuori dell'ambito calcistico, lo stadio grossetano accoglie regolarmente competizioni di atletica leggera di rilievo regionale, nazionale e internazionale.
- 2001 – Campionati europei juniores di atletica leggera
- 2004 – Campionati del mondo juniores di atletica leggera
- 2010 – Campionati italiani assoluti di atletica leggera
- 2016 – Campionati europei di atletica leggera paralimpica
- 2017 – Campionati europei under 20 di atletica leggera

## Trasporti
Lo stadio dista 1,5 chilometri dalla stazione ferroviaria di Grosseto, servita dalla linea Tirrenica; per mezzo di veicoli stradali gli impianti sono raggiungibili dalla Strada statale 1 Via Aurelia, tramite l'uscita Grosseto sud.